# WX320K
WX320Kは、ウィルコム向けに供給された京セラ製PHS（AIR-EDGE PHONE）端末である。スペック的にほぼ同一のWX320KRについてもここで述べる。

## 概要
ウィルコム向け京セラ製PHSエントリーモデルWX300Kの後継機種とされる。
ダイバーシティアンテナ搭載・Opera対応・4x通信対応というWX300Kの特長を受け継ぎつつ、W-OAM(BPSK/QPSK/8PSK) にも対応。弱電界での接続性能向上と基地局高密集地域での通信速度向上を実現した。
通話中およびWebブラウズ中の音声着信表示機能や自動時刻補正機能も備える。また、Javaアプリケーションに対応することで、ウィルコム向け京セラ製PHSのフラッグシップモデルWX310Kユーザーの要望にもある程度応えたといえよう。
WX310Kにあった外部メモリスロットは搭載されていないが、Operaサーバーサービスに対応することでその欠点を補った。WX320Kユーザーなら誰でも使用でき、以下の4つのサービスからなる。
- RSSリーダー - Operaサーバーが取得してきたRSSの情報をWX320Kで閲覧することができる
- オンラインストレージ - WX320K本体のデータをOperaサーバーに保存できる
- フォトアルバム - WX320Kの本体にある画像をOperaサーバーに保存し、オンラインで閲覧することができる
- スティッキーノート - Operaサーバーにテキストデータを保存できる

本サービスで使える1人あたりの容量は300MBである。
背面にアルミニウムのフラットな素材を使用した硬質なイメージのWX320Kに対し、WX320KRはラウンドフォルムによる柔らかなデザインとなっている。強化ガラスを採用し、液晶画面に傷が付きにくくなっている他、テンキーなどインターフェースにも違いがあるが、内部機能的にはほぼ変わらない。充電台も共通。
海外ローミング対応機種だが、同梱のACアダプタ・AD320Kは海外での電圧仕様非対応であるため、海外での利用時には、サードパーティー製などのminiUSBのBコネクタに対応した海外対応アダプタを要する（後継のWX330K以降に附属されるアダプタ（出荷時期等によりAD330KまたはAD334Kのいずれかが附属。ただし、microUSBのBコネクタであるため、本機では利用できないが、WX33xK、WX34xKのいずれでも利用可能）では、この問題は改善されている）。
ちなみに、WX320Kは、WS005IN（ここだけプラン98→安心だフォン利用者向け）、AX420N（データ通信利用者向け）などとともに、ドコモPHS終了時のウィルコムへの同番移行希望者向け端末として採用されており、本機は、音声端末向けとして提供された（ただし、本機の提供端末は当初発売時の3色のみで、後から追加で発売された新色は提供対象外となった）。

## 沿革
- 2006年9月13日 JATE（財団法人電気通信端末機器審査協会）による審査を通過
- 2007年1月22日 WX320K発表
- 2007年2月15日 WX320K発売
- 2007年6月14日 WX320K、グリーン・ピンクの2色を追加発売。
- 2007年8月27日 WX320KR発表
- 2007年9月5日 WX320KR発売（グレーのみ9月28日発売）

## 各種仕様
- 外部端子 miniUSB TypeB（USBデータケーブル同梱） CDC(Communication Device Class)準拠モードとモデム&ユーティリティ併用モードで切り替え可能
- バッテリ リチウムイオン 750mAh/3.7V
- フォント NEC「FontAvenue」
- ブラウザ Opera for SmartPhone Ver 7.0 （ソフトウェア更新でVer7.2EXになる）
- メーラー 富士通ビー・エス・シー Be Star Mail
- Java2実行環境 株式会社ACCESS JV-Lite2
- TCP/IP エルミックシステム KASAGO